# سيدني ويليام
سيدني ويليام هو ملحن هايتي، ولد في 22 يوليو 1982 في هايتي.

## وصلات خارجية
- سيدني ويليام على موقع IMDb (الإنجليزية)
- سيدني ويليام على موقع ميوزك برينز (الإنجليزية)